# Mercedes-Benz W 03
La Mercedes-Benz W 03 a été présentée sous la désignation 12/55 PS Type 300 au Salon de l'automobile de Berlin en octobre 1926. La voiture de la catégorie des grande routière, de conception conventionnelle, avec un moteur de trois litres et aucune caractéristique technique particulière, a été conçue par Ferdinand Porsche en même temps que le modèle W 01 de 1,4 litre, qui n'a pas été produit en série, et le modèle W 02 de deux litres.
La voiture était disponible d'usine sous forme de châssis, de voiture de tourisme à six places, de limousine Pullman à six places et de cabriolet (deux portes) à trois ou quatre places. Son moteur six cylindres en ligne à soupapes latérales d'une cylindrée de 2 968 cm³ (alésage × course = 74 mm × 115 mm) délivre 55 ch (40 kW) à 3 500 tr/min et fait accélérer le véhicule jusqu'à 100 km/h en quatrième vitesse. L'entraînement se faisait par les roues arrière. Les essieux rigides à l'avant et à l'arrière étaient guidés par des ressorts à lames semi-elliptiques longitudinaux. La voiture est équipée de freins à câble pour les quatre roues.
Comme la plus petite voiture de deux litres, la 8/38 PS, l'énorme Mercedes-Benz 300 ne s'est pas particulièrement bien vendue. Elle était très confortable, mais beaucoup trop grande et encombrante. Le modèle est révisé en janvier 1927, quelques mois seulement après le début des livraisons.
En 1927, un nouveau moteur avec une course légèrement plus courte a été utilisé dans les voitures inchangées a l'extérieur. Il a maintenant une cylindrée de 3 030 cm³ (alésage × course = 76 mm × 110 mm) et délivre maintenant 55 ch (40 kW), mais à 3 200 tr/min. Un rapport d'essieu arrière légèrement plus long (1:4,8 au lieu de 1:5,4) assure une vitesse de pointe de 105 km/h.
Ces petits changements, qui sont passés presque inaperçus auprès des acheteurs, n'ont pas apporté le succès commercial souhaité. Le modèle a donc été révisé à nouveau l'année suivante et lancé sous le nom de Mercedes-Benz W 04.

## Chiffres de production W03
| Année | 1926 | 1927 | total |
| ----- | ---- | ---- | ----- |
| W 03  | 22   | 812  | 834   |

- Type 300 (W 03, 1926-1927) : 834 unités
- Type 300 (W 04, 1927-1928 : 2 485 unités